# Waldorf (Blankenheim)
Waldorf is een plaats in de Duitse gemeente Blankenheim (Ahr), deelstaat Noordrijn-Westfalen, en telt 283 inwoners (2002).